# 147-й истребительный авиационный полк
147-й истребительный авиационный полк — воинская часть Вооружённых Сил СССР в Великой Отечественной войне.

## История
Управление полка сформировано в Москве в конце 1939 года.
Принимал участие в Зимней войне.
В составе действующей армии с 22.06.1941 по 04.04.1942.
На 22.06.1941 года базировался на Крайнем Севере, на аэродроме Мурмаши, в 15 километрах юго-западнее Мурманска. В составе имел 53 И-153. 12.07.1941 полк получил самолёты МиГ-3, которые использовал до весны 1942 года. В середине июля 1941 года в составе полка числились четыре МиГ-3, предназначавшихся для перехвата бомбардировщиков противника, и к концу месяца поступило 17 МиГ-3. В январе 1942 года на вооружение полка поступили самолёты P-40 "Томахаук".
С начала войны прикрывает Мурманск и Кировскую железную дорогу, ведёт бои с истребительной авиацией противника. 26.06.1941 года именно этот полк открыл боевой счёт армейской авиации в Заполярье. (командир эскадрильи Л. И. Иванов).
В сентябре 1941 года в течение двух недель поддерживает части 88-й стрелковой дивизии.
Действовал в Заполярье и северной Карелии.
04.04.1942 преобразован в 20-й гвардейский истребительный авиационный полк.

## Подчинение
| Дата            | Фронт (округ)                                 | Армия      | Корпус | Дивизия                           | Примечания                  |
| --------------- | --------------------------------------------- | ---------- | ------ | --------------------------------- | --------------------------- |
| 22.06.1941 года | Ленинградский военный округ                   | 14-я армия | -      | 1-я смешанная авиационная дивизия | с 24.06.1941 Северный фронт |
| 01.07.1941 года | Северный фронт                                | 14-я армия | -      | 1-я смешанная авиационная дивизия | -                           |
| 10.07.1941 года | Северный фронт                                | 14-я армия | -      | 1-я смешанная авиационная дивизия | -                           |
| 01.08.1941 года | Северный фронт                                | 14-я армия | -      | 1-я смешанная авиационная дивизия | -                           |
| 01.09.1941 года | Карельский фронт                              | 14-я армия | -      | 1-я смешанная авиационная дивизия | -                           |
| 01.10.1941 года | Карельский фронт (Кемская оперативная группа) | 14-я армия | -      | 1-я смешанная авиационная дивизия | -                           |
| 01.11.1941 года | Карельский фронт                              | 14-я армия | -      | 1-я смешанная авиационная дивизия | -                           |
| 01.12.1941 года | Карельский фронт                              | 14-я армия | -      | 1-я смешанная авиационная дивизия | -                           |
| 01.01.1942 года | Карельский фронт                              | 14-я армия | -      | 1-я смешанная авиационная дивизия | -                           |
| 01.02.1942 года | Карельский фронт                              | 14-я армия | -      | 1-я смешанная авиационная дивизия | -                           |
| 01.03.1942 года | Карельский фронт                              | 14-я армия | -      | -                                 | -                           |
| 01.04.1942 года | Карельский фронт                              | 14-я армия | -      | -                                 | -                           |

## Командиры
- майор Артемьев Николай Сергеевич (30.12.1939 - 16.09.1940).
- Головня Михаил Михайлович[1], период нахождения в должности: с 16 сентября 1940 года по 01 августа 1941 года
- Рейфшнейдер, Георгий Александрович, майор

## Воины полка
| Награда | Ф.И.О.                       | Должность                        | Звание            | Дата награждения | Данные о вылетах                                                                  | Примечания                                        |
| ------- | ---------------------------- | -------------------------------- | ----------------- | ---------------- | --------------------------------------------------------------------------------- | ------------------------------------------------- |
|         | Антонюк, Максим Кондратьевич | заместитель командира эскадрильи | старший лейтенант | -                | -                                                                                 | погиб 02.07.1941, совершив таран                  |
|         | Белов, Иван Михайлович       | командир эскадрильи              | лейтенант         | 05.02.1940       | -                                                                                 | погиб 07.09.1941, награду получил в составе 5 иап |
|         | Иванов, Леонид Илларионович  | командир эскадрильи              | старший лейтенант | 22.07.1941       | -                                                                                 | посмертно, погиб 27.06.1941                       |
|         | Кайков, Павел Александрович  | командир эскадрильи              | старший лейтенант | 06.06.1942       | 67 боевых вылетов, 110 вылетов на связь и доставку боеприпасов, 5 воздушных боёв. | посмертно, погиб при таране 29.11.1941            |
|         | Королёв, Василий Иванович    | командир звена                   | лейтенант         | 22.02.1943       | 388 боевых вылетов, лично сбил 11 самолётов противника.                           | Умер в Москве 30.04.1989.                         |
|         | Мисяков, Иван Титович        | командир звена                   | лейтенант         | -                | -                                                                                 | погиб 27.06.1941, совершив таран                  |
|         | Поздняков, Алексей Павлович  | командир звена                   | лейтенант         | 06.06.1942       | 138 боевых вылетов, лично сбил 2 самолёта противника                              |                                                   |